# Lionel Cohn
Pour les articles homonymes, voir Cohn.
Lionel Cohn, né en 1939 à Paris, est un rabbin français et israélien orthodoxe, philosophe, professeur à l'Université Bar-Ilan, traducteur de textes fondamentaux du judaïsme.

## Biographie
Lionel Cohn est né en 1939 à Paris. Il vient d'un milieu religieux traditionaliste.
Il fait ses études secondaires et supérieures à Paris. Il a une licence en lettres de la Sorbonne et une maîtrise de l'université de Strasbourg. 
En 1962, il fait son Aliya.
Lionel Cohn a un doctorat en philosophie de l'université hébraïque de Jérusalem.
Il étudie à la Yechiva d'Aix-les-Bains et devient rabbin.
Depuis 1972, il est chef du département de Civilisation française à l'Université Bar-Ilan.
Il est directeur du séminaire d'Ofakim, ville située dans le district Sud d'Israël.
Il habite à Bnei Brak.

## Œuvres
- L'âme juive. Fondation Sefer, Paris, 1970[5]
- La Nature et l'homme dans l'oeuvre d'Albert Camus et dans la pensée de Teilhard de Chardin. Préface de Claude Vigée. L'AGE D'HOMME, 1976
- Je lis la Bible. Jérusalem : Département de l'éducation et de la culture par la Torah dans la Diaspora de l'Organisation sioniste mondiale. 5736/ 1976[6]
- Lionel Cohn (Éditeur). Fiscalité biblique et d'Israël, 1977[7]
- Orphée méduse. Essai. 1991[8]
- Ouvrons les yeux. Essai. 2017[9]
- . Claude Vigée : Moisson de Canaan. Revue Esprit[10]

### Traductions
- S. Wagshal. Cachrout : guide pratique des lois alimentaires. Traduction par Lionel Cohn. Paris : C.L.K.H, 1983[11]
- Kitzur Shulkan Arukh. Abrégé du Choul'hane Aroukh de Rabbi Chelomo Ganzfried. Traduction des rabbins Adrien Guttel et Lionel Cohn. 1re édition Librairie Colbo: Paris, 1966, 2e édition, 3e réimpression[12], éditions du sceptre: Paris. 2007